# Mahasen Al-Khatib
Vous pouvez aider à l'améliorer ou bien discuter des problèmes sur sa page de discussion.
- Certaines informations devraient être mieux reliées aux sources mentionnées dans la bibliographie ou les liens externes. Améliorez sa vérifiabilité en les associant par des références. (Marqué depuis novembre 2024)
- Son texte doit être wikifié : il ne correspond pas à la mise en forme Wikipédia (style, typographie, liens internes, liens entre les wikis, etc.). (Marqué depuis novembre 2024)
- Il n’est pas rédigé dans un style encyclopédique. (Marqué depuis novembre 2024)

Pour les articles homonymes, voir Khatib.
Mahasen Al-Khatib (Jabalia, Gaza, Palestine, 1993 - octobre 2024) est une illustratrice spécialisée dans l'illustration, le design et dessin de personnages. Elle a été tuée par l'armée israélienne lors de l'invasion de la bande de Gaza.

## Itinéraire
Mahasen utilisa son art pour documenter les réalités qui l’entouraient et transmettre de puissants récits de résilience et d’espoir. Elle ne considérait pas l'art comme un simple travail, mais comme un moyen de s'exprimer et de se connecter avec les autres.
La passion de Mahasen pour l'art a commencé dès son plus jeune âge, mais son chemin ne fut pas rectiligne. Elle obtint son diplôme d'études secondaires en 2010 ; et, après avoir occupé divers emplois pour subvenir aux besoins de sa famille, Mahasen se rendit compte que sa véritable vocation était l'art. Elle décida d'abandonner ses études le dernier semestre pour poursuivre sa passion pour le dessin et l'art numérique. Cette décision marqua le début de sa carrière professionnelle d'artiste.
Elle travailla en tant que freelance sur divers projets et forma de nombreux étudiant-e-s en art numérique, les aidant ainsi à trouver leur propre chemin vers l'expression créative et l'indépendance financière. L'œuvre d'Al-Khatib, créée sous la menace d'un conflit constant, témoigne de son courage et de son dévouement.
Elle se fit connaître grâce à ses messages et dessins envoyés depuis Gaza pour dénoncer le génocide. Quelques heures avant sa mort, elle publia sa dernière œuvre, en l'honneur de Shabaan Al-Dalu, 19 ans, tué dans un bombardement d'Israël. 

Elle fut tuée lors d'un bombardement aérien de l'armée israélienne à Jabalia, au nord de Gaza. Voici le dernier message d'Al-Khatib :

« Priez pour moi et ne m'oubliez jamais. Je ne veux pas être un simple numéro en plus des unes. Je suis une histoire. »